# Hawker Heron
El Hawker Heron fue el primer avión de caza diseñado en Hawker Aircraft con una estructura básicamente metálica. Sydney Camm fue el diseñador jefe que introdujo lo que se convirtió en la estructura típica de todos los aviones Hawker hasta la introducción del Hawker P.1040 de propulsión a reacción. Esta estructura constaba de tubos metálicos (de acero o de aluminio) con los extremos estampados para que pudieran conectarse entre sí mediante "eclisas" y pernos (a veces con casquillos para proteger los tubos).

## Diseño y desarrollo
El diseño se produjo en 1924 como una versión de capital privado del caza Hawker Woodcock con la estructura de madera del mismo reemplazada por una estructura principalmente metálica, pero a medida que se desarrolló el diseño, el uso de una estructura metálica dio como resultado un avión completamente nuevo.
El Heron era un biplano de un solo vano con una estructura metálica como la descrita anteriormente y recubierta de tela. Estaba propulsado por un motor Bristol Jupiter VI que accionaba una hélice bipala de madera (también voló con una hélice metálica, pero no mostró ninguna mejora en las prestaciones). Tenía provisión para dos ametralladoras Vickers de 7,7 mm.
El Ministerio del Aire emitió la Especificación 25/24 a Hawker por un caza terrestre monoplaza de alta velocidad y se encargó un prototipo para su evaluación. El primer vuelo del prototipo, matrícula J6989, fue realizado por P.S.W. Bulman en 1925. A pesar de ser más pesado que el Woodcock de mismo motor, era 24 km/h más rápido y fue elogiado por los pilotos que lo volaron por sus excelentes propiedades de manejo. Debido al escaso interés mostrado por el Ministerio del Aire, sólo se construyó un avión, que fue devuelto a Hawker después de las pruebas.

## Especificaciones
Referencia datos: Hawker Aircraft since 1919 

### Características generales
- Tripulación: Uno (piloto)
- Longitud: 6,8 m (22,2 ft)
- Envergadura: 9,7 m (31,8 ft)
- Altura: 3 m (9,7 ft)
- Superficie alar: 27 m² (290,6 ft²)
- Peso vacío: 962 kg (2120,2 lb)
- Peso cargado: 1418 kg (3125,3 lb)
- Planta motriz: 1× motor radial de 9 cilindros refrigerado por aire Bristol Jupiter VI.
  - Potencia: 339 kW (467 HP; 461 CV)
- Hélices: Watts bipala de madera
- Capacidad de combustible: 270 L

### Rendimiento
- Velocidad máxima operativa (Vno): 251 km/h (156 MPH; 136 kt) a 3000 m (9800 pies)
- Alcance: 3 h 30 min
- Techo de vuelo: 7100 m (23 294 ft)
- Tiempo a altitud: 5 min 30 s para 3000 m (10 000 pies)

### Armamento
- Ametralladoras: 

  - 2x Vickers de 7,7 mm

## Aeronaves relacionadas

### Desarrollos relacionados
- Hawker Woodcock